# Balai Batu Sandaran
Balai Batu Sandaran is een bestuurslaag in het regentschap Sawah Lunto van de provincie West-Sumatra, Indonesië. Balai Batu Sandaran telt 678 inwoners (volkstelling 2010).